# Alice Riddle Kindler

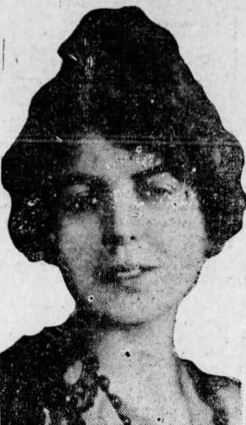
Alice Riddle als 22-Jährige (Zeitungsfoto, 1915)

Alice Irene Riddle Kindler (* 3. Oktober 1892 in Germantown, Philadelphia, Pennsylvania; † 21. Mai 1980 in London) war eine US-amerikanische Malerin.

## Leben und Werk
Alice Riddle wurde am 3. Oktober 1892 als zweites Kind von George Riddle (1862–1943) und seiner Ehefrau Edith Willey (1865–1950) in Germantown geboren, wo sie mit ihren fünf jüngeren Schwestern aufwuchs. Sie studierte vier Jahre lang Kunst an der Pennsylvania Academy of the Fine Arts und an der Philadelphia School of Design for Women. Nachdem sie ihr Studium abgeschlossen hatte, gewann sie ein Stipendium für einen einjährigen Studienaufenthalt an der Académie Julian in Paris. 
In die Vereinigten Staaten zurückgekehrt, nahm die 22-Jährige Anfang 1915 an einem Wettbewerb um einen mit 1000 Dollar dotierten Preis teil, den die Kunstakademie für das beste dekorative Wandgemälde in der Bibliothek der West Philadelphia High School ausgesetzt hatte. Völlig überraschend ging sie, die junge unbekannte Künstlerin, als Siegerin aus diesem Wettbewerb hervor. Für ihr Wandgemälde hatte sie ein Motiv aus den Erzählungen der Pilgerfahrt in Chaucers Canterbury Tales gewählt. Zwei Jahre später gewann sie mit dem Gemälde eines Gartens mit Springbrunnen und altmodisch gekleideten Damen einen von der Kunstmäzenin Gertrude Vanderbilt Whitney ausgelobten Preis bei der Friends of Young Artists’ Exhibition, die in New York City stattfand. Außer einem Geldpreis gehörte zu ihrem Gewinn der Auftrag zur künstlerischen Gestaltung der Lobby eines Theaters.
Am 8. Juli 1919 heiratete Riddle in New York den aus den Niederlanden stammenden Musiker Hans Kindler, der zu jener Zeit als Erster Cellist beim Philadelphia Orchestra spielte und 1931 das National Symphony Orchestra gründen sollte. Aus dieser Ehe gingen drei Kinder hervor: Im April 1920 wurde ihr Sohn Jan in Philadelphia geboren, 1922 die Tochter Helen in London und 1925 der jüngste Sohn Donald wiederum in Philadelphia. Während Hans Kindler in den 1920er Jahren in Europa und in den USA auf Konzertreisen unterwegs war, wohnte die Familie fast zehn Jahre in Senlis in Frankreich. Dort malte Alice Riddle Kindler zahlreiche impressionistische Blumen- und Landschaftsbilder, Stillleben und Porträts ihrer Kinder.
Nach der Rückkehr in die Vereinigten Staaten wurden ihre Werke im Januar 1932 zunächst in der renommierten New Yorker Galerie Delphic Studios ausgestellt. Die großen New Yorker Zeitungen, darunter die New York Times, die New York Herald Tribune und die New York Evening Post, sowie die Vogue brachten Berichte und Rezensionen über die Ausstellung, die anschließend in der Galerie Crillon in Philadelphia gezeigt wurde.
Riddle Kindler war auch als Kunstlehrerin an der St. Timothy’s School in Catonsville (Maryland) tätig. Von der Works Progress Administration (WPA) erhielt sie 1939 den Auftrag, ein Wandgemälde für das (heute historische) Postamt in Ware Shoals (South Carolina) auszuführen. Die WPA war zu jener Zeit die größte Agentur des New Deal, die öffentliche Arbeiten an Einzelpersonen vergab. Kindlers Wandgemälde mit dem Titel American Landscape wurde 1940 fertiggestellt.
Ihre Ehe mit Hans Kindler wurde Mitte der 1940er Jahre geschieden. Anschließend lebte sie auf ihrer Farm Iris Hill bei Simpsonville im Howard County (Maryland). Im Jahr 1960 verkaufte sie das Anwesen und verlegte ihren Wohnsitz wieder nach Senlis in Frankreich. Erst zwei Jahre vor ihrem Tod zog sie von dort nach London, wo ihr Sohn Donald lebte. In dessen Haus in Camden starb sie am 21. Mai 1980 im Alter von 87 Jahren. Die Washington Post würdigte die Künstlerin am 24. Mai 1980 mit einem Nachruf. Sie fand ihre letzte Ruhestätte auf dem Worthingon-Friedhof in Clarksville, Pennsylvania.

## Werke (Auswahl)
Wandmalereien
- The Canterbury Pilgrimage (1915), Wandgemälde, West Philadelphia High School, Philadelphia, Pennsylvania.[2]
- American Landscape (1940), Wandgemälde, United States Post Office, Ware Shoals, South Carolina (Link zum Bild)

Gemälde
- Portrait of Helen, (1920), Ölgemälde (Link zum Bild)
- Leopold Stokowski (Scheherazade) (um 1920), Porträt von Leopold Stokowski, Ölgemälde
- Moroccans on Horseback[4]
- Children Amongst Tulips[4]
- Winter – St. Vincent[4]
- Market Senlis[4]
- Flowers Against Shawl[4]
- Dried Flowers (um 1930) Ölgemälde (Link zum Bild)
- Le cimetière des Templiers (1957), Senlis, Frankreich